# ایر نروژ
ایر نروژ (به انگلیسی: Air Norway) یک شرکت هواپیمایی با کد یاتا M3 است که در سال ۲۰۰۳ میلادی تأسیس شده است.
دفتر مرکزی ایر نروژ در اورلند، نروژ واقع شده‌است و قطب این شرکت هواپیمایی در فرودگاه اورلند قرار دارد و به ۳ مقصد، پرواز مستقیم انجام می‌دهد.

## مقصدهای پروازی
| شهر           | کشور    | یاتا | ایکائو | فرودگاه                | آغاز | انجام  | منبع  |
| ------------- | ------- | ---- | ------ | ---------------------- | ---- | ------ | ----- |
| آلبورگ        | دانمارک | AAL  | EKYT   | فرودگاه آلبورگ         | ۲۰۰۴ | تاکنون | [ ۱ ] |
| Fagernes      | نروژ    | VDB  | ENFG   | فرودگاه لیرین فاگرنس   | ۲۰۰۸ | تاکنون | [ ۲ ] |
| اسلو          | نروژ    | OSL  | ENGM   | فرودگاه گاردرموئن اسلو | ۲۰۰۲ | تاکنون | [ ۳ ] |
| تروندهایم     | نروژ    | TRD  | ENVA   | فرودگاه ورنس تروندهایم | ۲۰۰۸ | ۲۰۰۹   | [ ۴ ] |
| اورلند (نروژ) | نروژ    | OLA  | ENOL   | فرودگاه اورلند         | ۲۰۰۳ | تاکنون | [ ۳ ] |